# Márcio Santos
Márcio Roberto dos Santos, mer känd som Márcio Santos, född 15 september 1969 i São Paulo, är en brasiliansk före detta fotbollsspelare. Márcio Santos var med i Brasiliens trupp till VM 1994, där han gjorde ett mål i gruppspelsmatchen mot Kamerun. I finalen mot Italien så missade Santos sin straff i straffsparksläggningen, men Brasilien kunde trots det vinna turneringen.